# Module-muziek
Module-muziek wordt op de computer gemaakt door middel van codes. Net als in MIDI worden commando's gegeven, het verschil is echter dat er samples worden gebruikt in plaats van een standaardgeluidsbibliotheek. Dit zorgt voor grote diversiteit, omdat de gebruiker zelf zijn geluiden kan kiezen.
Modules ontstonden rond 1988 op de Amiga computer, die met zijn speciale geluidschip op 4 kanalen tegelijk samples kon afspelen. Men maakte de module om makkelijk muziek door deze kanalen te voeren. Later werd het bestandstype compatibel gemaakt met de pc, zodat pcgebruikers ook Modules konden beluisteren en maken. Rond 1990 leidde dit tot een rivaliteit tussen amiga- en pcgebruikers. Dit is vaak terug te vinden in het commentaar dat veel modulemakers in hun modules voegden.

## Bestandstypes
Er is een aantal bestandsextensies voor Module bestanden. Hier worden ze opgenoemd.
- mod - De originele bestandsextensie voor een Module. De samplekwaliteit is beperkt, net als het aantal effecten. Er zijn maar 4 geluidskanalen die de muziekmaker kan gebruiken.
- xm - Dit is een wat nieuwer soort modules, die zich vooral richt op betere effecten. Samples blijven van goede kwaliteit. Het xm formaat is bekend van Fast Tracker.
- stm - Moduleformaat dat wordt gebruikt door Screamtracker 2.
- s3m - Moduleformaat gebruikt door Screamtracker 3.
- it - Dit is een van de nieuwste Module bestandstypes. Samples blijven volle kwaliteit, de muziekmaker heeft zelfs de beschikking tot instrumenten om meer effecten aan de samples toe te voegen, of ze te finetunen. Tegenwoordig wordt dit type het meest gebruikt. Het bestand komt oorspronkelijk van Impulse Tracker.
- wow, ult - Zeldzamere modulesoorten. Deze wordt niet vaak gebruikt, maar het wordt vaak wel ondersteund door module muziekspelers.
- psm - Gebruikt door Protracker Studio. Er zijn eigenlijk twee versies van deze modulesoort die dezelfde bestandsnaam gebruiken. De oudere wordt door minder programma's ondersteund, terwijl het nieuwere veel weg heeft van het S3M-formaat en ook vaak door programma's die S3M ondersteunen kunnen worden afgespeeld en bewerkt (en werd ook gebruikt voor de muziek in oude klassiekers van Epic Megagames zoals Epic Pinball en Jazz Jackrabbit)
- rns - Dit is het originele 'ReasoN Song' formaat voor bestanden van het professionele audioproductie programma Reason. Dit formaat wordt ondersteund door Renoise Music tracker en, met de juiste software, Cubase. Het rns formaat is ontworpen om veel effecten en automations zo klein mogelijk te coderen.

Veel van deze bestanden kunnen met Modplug Player worden afgespeeld; de xm, mod, s3m en it bestanden kunnen worden gemaakt met Modplug Tracker (of de oorspronkelijke modulemaak-programma's, die vaak onder MS-DOS werken).